# 四国のみち
四国のみち（しこくのみち）は、四国全域にある歴史・文化指向の国土交通省ルート（約1300km）と、長距離自然歩道構想に基づく自然指向の環境省ルート「四国自然歩道」（約1,637km）からなる遊歩道である。
起点は徳島県鳴門市にある鳴門公園の孫崎展望台の横に設置されている。終点は徳島県板野郡板野町。長距離自然歩道である四国自然歩道は、いくつも点在する関係自然公園のなかを通過しており、瀬戸内海国立公園や足摺宇和海国立公園、山陰海岸国立公園の2つの日本の国立公園と、室戸阿南海岸国定公園を通る。

## ルート
| No. | テーマ                                                                 | ルート起点                  | ルート終点                     | 距離    |                  |
| --- | ---------------------------------------------------------------------- | --------------------------- | ------------------------------ | ------- | ---------------- |
| 1   | 八十八ヵ寺めぐりが、はじまるみち                                       | 徳島県 鳴門市・大麻比古神社 | 徳島県 小松島市・立江寺        | 約104km | 大麻比古神社     |
| 2   | くろしおが洗う、太陽のみち                                             | 高知県 東洋町〜室戸岬       | 高知県 高知市一宮              | 約157km | 室戸岬           |
| 3   | 山と海を呼吸する、瀬戸風のみち                                         | 愛媛県 久万高原町           | 愛媛県 今治市・蛇越池          | 約130km | 堂ヶ森           |
| 4   | 訪ねれば歴史、 巡れば自然…心の学舎のみち                               | 香川県 善通寺市・善通寺     | 香川県 志度町・志度寺          | 約90km  | 善通寺           |
| 5   | 峠を往く。悠久の大河四万十を越える。 黒潮浪漫。岬をめざすみち          | 高知県 中土佐町・土佐久礼   | 高知県 土佐清水市・足摺岬      | 約150km | 足摺岬           |
| 6   | 昔と今が隣りあう。 文化・歴史の南予のみち                              | 愛媛県 宇和島市〜大洲市     | 愛媛県 久万高原町 （旧久万町） | 約102km | 遊子水荷浦の段畑 |
| 7   | 緑に染まる山々から、 南阿波の海と語るみち                              | 徳島県 小松島市・立江町     | 徳島県 海陽町・高知県境        | 約133km | 海部川           |
| 8   | おおらかな自然と出会う、土佐のみち                                     | 高知県 高知市・善楽寺       | 高知県 中土佐町・久礼          | 約96km  | 善楽寺           |
| 9   | 西南の土佐から峠を越えて南予へ。 潮の香りいっぱいのみち                | 高知県 土佐清水市〜宿毛市   | 愛媛県 宇和島市                | 約179km | 土佐沖ノ島       |
| 10  | 瀬戸の海、燧灘を感じながら、 点在する霊場をめぐる 東予から中讃へのみち | 愛媛県 西条市〜四国中央市   | 香川県 善通寺市                | 約160km | 燧灘             |
| 11  | 八十八番札所をめざすみち                                               | 香川県 志度寺〜大窪寺       | 徳島県 霊山寺                  | 約69km  | 霊山寺           |